# 森まどか
森 まどか（もり まどか、1984年8月11日 - ）は、日本のタレント、グラビアアイドル。神奈川県川崎市出身。シャイニングウィル所属。（現在は同プロダクションの系列であるシャイニング・イブに所属）

## 人物
得意なスポーツは水泳。学生時代には県大会出場の経験もあり、子供に水泳を教えるインストラクターの仕事をしていた時期もある。

## 作品

### DVD
- 100%Iカップ〜森まどか〜（イーネットフロンティア、2007年）
- 『Grande Poitrine』 森まどか（スリーエムワークス、2007年6月21日）
- 三人模様（2ビーエムドットスリー、2008年4月23日）

### デジタル写真集
- 森まどか デジタル写真集 （アスペクトデジタルメディア）

## 出演

### テレビ番組
- 「ペケ×ポン」（フジテレビ、2007年9月11日）
- 「美女だらけの水泳大会」（つくばテレビ、2008年）
- 「水着DEピンポンパン」（つくばテレビ、2008年）
- 「ゴッドタン」（テレビ東京、2008年）
- 「神さまぁ〜ず」（TBS、2008年7月15日） - 「あの娘が水着に着替えたら」
- 「『ぷっ』すま」（テレビ朝日、2008年）
- 「アリケン」（テレビ東京、2009年4月25日） - 「女子を見る目を養え!アリケンブラックジャック」
- 「誘惑のマーメイド」（MONDO21）